# Vällning

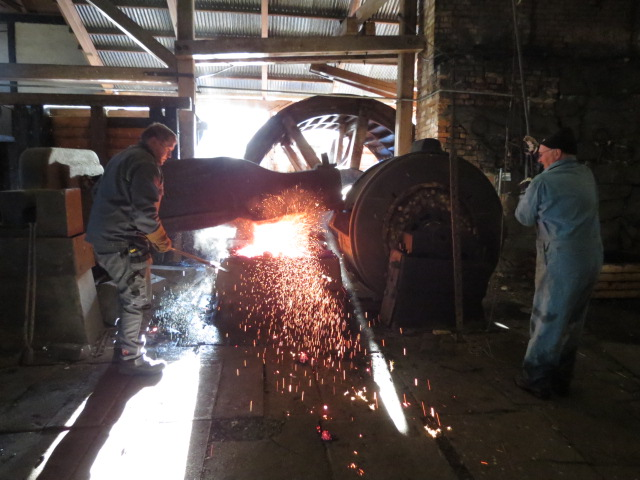
Bearbetning av smälta i Karmansbo.

Vällning, hetsning, vällsvetsning eller smidessvetsning med mera är en sammanfognings- och legeringsteknik där man utgår från två eller flera metallstycken i fast tillstånd, exempelvis järn, nickel och platina, som värms till hög temperatur och sedan smids samman. Processen är en av de enklaste för att sammanfoga två metallämnen och har därför använts sedan långt tillbaka. Sedan metoderna bågsvetsen och gassvetsen uppfunnits under den industriella revolutionen har smidessvetsning blivit ersatt på många håll.

## Ursprung
Vällning har sitt ursprung i konsten att smida järn och stål. Kunskapen att välla samman järn är troligtvis lika gammal som bruket av järn, och har haft stor betydelse ända fram till dagens moderna industri där den nästan uteslutande ersatts av svetsning. Den gamla tekniken att välla samman järn lever dock kvar hos konstsmeder och vapensmeder. Tillverkning av länkar till kätting är ett av de traditionella användningsområdena. 

## Teknik
När två bitar järn välls samman så bildar de en bit. Efter en perfekt vällning är fogen lika stark som materialet omkring. Vällning skiljer sig från konventionell svetsning i det att metallen inte når smältpunkten vid sammanfogningen. Bindningar mellan atomerna sker genom att lokal plastisk deformation och höga temperaturer underlättar diffusion av atomer i ytlagren.
Det finns också moderna sammanfogningsmetoder som bygger på fysikaliska processer i det fasta tillståndet, bland annat Friction stir welding (FSW) och Diffusion Bonding. Den senare metoden kan exempelvis svetsa samman aluminium med titan.

### Förberedelser
Innan ytorna välls formas de så att orenheter lätt pressas ut vid sammanfogningen. Om oxider eller flussmedel stannar kvar i fogen blir den svagare, och i värsta fall lossnar bitarna helt. För att hålla bitarna så rena som möjligt från oxider under uppvärmning regleras syremängden i härden noga, och den bör ha en svagt reducerande effekt. Om det är för mycket syre i elden kan järnet också förbrännas. Utformningen av fogytorna är viktig för att temperaturen inte skall hinna sjunka för mycket, eftersom detta påverkar vidhäftningsförmågan.

### Upphettning
När ytorna är klara hettas de upp till nära vällningstemperaturen. De tas därefter ur elden och borstas med stålborste, varefter flussmedel läggs på. Som flussmedel används sand eller borax. Flussmedlet sänker oxidernas smältpunkt, så att de lättare pressas ut ur fogen. Sedan lägges järnen in i elden igen för att värmas till vällningstemperaturen, inte långt från smältpunkten. Järnet är då vitglödgat och har en temperatur omkring 1350 °C. Det svåra är att veta när ytorna nått rätt temperatur, för om järnet tas ur ässjan så oxideras det snabbt vilket försämrar vidhäftning. I stället kan smeden känna försiktigt på det med en ståltråd. När tråden klibbar mot ytan har rätt temperatur nåtts. 

### Sammansmidning
Nu måste smeden arbeta snabbt. Järnen tas snabbt från ässjan till städet, och med några lätta hammarslag knackas ytorna mot varandra så att flussmedlet pressas ut och metallen får kontakt. Fogen är ännu inte så stark och kanske inte helt sammanfogad, så järnet läggs i elden igen, och proceduren upprepas till dess att vällen är klar.
Sammanfogning kan även ske genom pressning eller valsning.

### Efterbearbetning
När fogen väl är klar går den att smida till önskad form.